# Nokia 6070
Il Nokia 6070 è un telefono prodotto dall'azienda finlandese Nokia e immesso in commercio nel 2006.

## Caratteristiche
- Dimensioni: 105 × 44 × 18 mm
- Massa: 88 g
- Risoluzione display: 128 x 160 pixel a 65 000 colori
- Durata batteria in conversazione: 3 ore
- Durata batteria in standby: 300 ore (12 giorni)
- Memoria: 3,2 MB
- Infrarossi e USB